# Кретей (округ)
Кретей (фр. Créteil) — округ (фр. Arrondissement) во Франции, один из округов в регионе Иль-де-Франс. Департамент округа — Валь-де-Марн. Супрефектура — Кретей.
Население округа на 2006 год составляло 667 405 человек. Плотность населения составляет 4571 чел./км². Площадь округа — всего 146 км².